# 戈洛夫基 (馬林區)
50°50′23″N 29°8′0″E / 50.83972°N 29.13333°E
戈洛夫基（烏克蘭語：Головки），是烏克蘭北部的村莊，隸屬日托米爾州的科羅斯滕區。該村始建於1607年，面積2.42平方公里，海拔高度175米，2001年人口400，人口密度每平方公里165.63人。